# Sphaerium myadii
Sphaerium myadii е вид мида от семейство Sphaeriidae.

## Разпространение
Този вид е разпространен в Русия (Курилски острови) и Япония (Хокайдо и Хоншу).